# 감지금니 묘법연화경 권7 (보물 제1138호)
감지금니 묘법연화경 권7(紺紙金泥 妙法蓮華經 卷七)은 서울특별시 용산구 국립중앙박물관에 있는 필사본 불경이다. 1992년 7월 28일 대한민국의 보물 제1138호로 지정되었다.

## 개요
묘법연화경은 줄여서 ‘법화경’이라고 부르기도 하며, 부처가 되는 길이 누구에게나 열려 있다는 것을 중요사상으로 하고있다. 천태종의 근본 경전으로 화엄경과 함께 한국 불교사상 확립에 크게 영향을 끼친 경전이다.
이 책은 구마라습(鳩摩羅什)이 한문으로 번역한 것을 옮겨 쓴 것으로, 법화경 7권 가운데 마지막권에 해당된다. 책 뒷면의 표지 속에는 금색으로 법칠사장(法七四丈)이라는 제목이 쓰여 있다. 검푸른 색의 종이 위에 금가루를 이용해 글씨를 썼으며, 병풍처럼 펼쳐서 볼 수 있는 형태이고 크기는 세로 31.3cm, 가로 11cm이다. 
책 끝부분에는 고려 공민왕 15년(1366)에 권도남 등이 돌아가신 아버지와 선조들의 명복을 빌기 위해 이 책을 봉정사(鳳停寺)에 모셔 놓았다는 기록이 있다. 그런데 이 기록이 본문과는 글씨와 종이질이 달라 당시 권씨 일가가 기존에 있던 법화경을 구하여 봉정사에 시주할 때 쓴 것으로 추정된다. 
전체적인 형식으로 보아 고려 후기에 만들어진 것으로 보인다.

## 같이 보기
- 묘법연화경

## 참고 자료
- 감지금니 묘법연화경 권7 - 국가유산청 국가유산포털